# Paratheuma shirahamaensis
Paratheuma shirahamaensis är en spindelart som först beskrevs av Ryoji Oi 1960.  Paratheuma shirahamaensis ingår i släktet Paratheuma och familjen Desidae. Inga underarter finns listade i Catalogue of Life.